# Enicospilus stylus
Enicospilus stylus là một loài tò vò trong họ Ichneumonidae.